# Digimon Battle Spirit 2
Digimon Battle Spirit 2 est un jeu vidéo d'action et de combat, développé par Dimps et édité par Bandai, appartenant à la franchise japonaise Digimon. Comme pour le précédent opus, Digimon Battle Spirit, le jeu est exclusivement paru sur WonderSwan Color au Japon en 2002 sous le titre de Digimon Frontier: Battle Spirit (バトルスピリット デジモンフロンティア, Batoru Supiritto Dejimon Furontia). Le jeu est ensuite importé puis commercialisé le 24 septembre 2003 aux États-Unis, et le 27 août 2004 en Europe sur Game Boy Advance.

## Système de jeu
Le jeu s'inspire des personnages de la quatrième saison de l'anime tirée de la franchise, intitulée Digimon Frontier. Le jeu présente un menu de cinq personnages jouables disponibles possédant chacun quatre attaques spécifiques incluant Agunimon, Lobomon, Kazemon, Beetlemon, et Kumamon, chacun possédant leurs capacités spécifiques telles que des coups spéciaux et leurs propres digivolutions,,. Le jeu est similaire à son prédécesseur, Digimon Battle Spirit, commercialisé en 2003 sur Game Boy Advance,. Seuls deux modes sont présentés dans le jeu - « championnat » et « deux joueurs » - dans lesquels le joueur doit récolter le plus de sphères bleues avant la fin du décompte. Celui des deux personnages qui obtient le plus de sphères avant la fin du décompte gagne le combat. Les sphères ne sont obtenues que lorsque le joueur frappe son adversaire. Le joueur peut utiliser la barre de digivolution, une barre permettant la transformation temporaire d'un digimon avec quatre attaques différentes et plus puissantes, pour tirer avantage d'un match.
Les nouveautés du jeu incluent les « diamants jaunes » permettant au joueur de se digivolver au « niveau bestial » (également de courte durée). Digimon Battle Spirit 2 possède six arènes de combat usant de quelques plateformes,. Une fois les adversaires hors d'état de nuire, le joueur doit affronter le boss final, Cherubimon. Des mini-jeux bonus sont également disponibles tout au long du jeu.

## Développement
Digimon Battle Spirit 2 est annoncé comme le troisième titre Digimon sur Game Boy Advance, par la société Bandai lors de l'E3 2003. À l'annonce, les informations permettent de dire qu'il s'agit d'un jeu vidéo à défilement horizontal dans lequel un digimon en affronte plusieurs autres dans différentes arènes.

## Accueil
Digimon Battle Spirit 2 est bien accueilli par l'ensemble de la presse spécialisée. Sur Metacritic, il est accueilli par une moyenne de 68 %, basée sur cinq analyses.
Le magazine Nintendo Power lui attribue une note de 68 % avec en commentaire : « Le jeu n'est pas approfondi, mais il peut satisfaire les fans de Digimon (nov. 2003, p.154). » Le site IGN lui attribue une note de 7 sur 10, ajoutant un avis favorable à la jouabilité et à la présentation, mais défavorable au son très médiocre ; avant la sortie du jeu, il compare d'ailleurs le style similaire à celui de Super Smash Bros.. Logan, rédacteur au site français Jeuxvideo.com, donne son point de vue et qualifie le jeu de « jeu de baston très moyen, loin d'être prenant et ne constituant pas un réel plus pour la série animée. » Finalement, la rédaction attribue une note de 9 sur 20.